# Fernando de Araujo
Fernando „Lasama” de Araujo (ur. 26 lutego 1963 w Manutasi, dystrykt Ainaro, zm. 2 czerwca 2015 w Dili) – wschodniotimorski polityk, przewodniczący Partii Demokratycznej. Przewodniczący Parlamentu Narodowego od 8 sierpnia 2007. Od 13 lutego do 17 kwietnia 2008 pełniący obowiązki prezydenta.

## Życiorys
W 1975 Fernando de Araujo był świadkiem morderstwa 18 członków swojej rodziny podczas pierwszych dni indonezyjskiej inwazji na Timor Wschodni. Ukończył szkołę średnią w Dili, następnie w latach 1985–1989 studiował literaturę na Uniwersytecie Bali. 
W 1988 założył RENETIL (Resistencia Nacional dos Estudantes de Timor-Leste), największy niezależny ruch studencki w Indonezji, będący jednocześnie tajną organizacją polityczną zrzeszającą studentów z Timoru Wschodniego. Od czerwca 1988 do 2000 był sekretarzem generalnym organizacji. 
W listopadzie 1991 został aresztowany i osadzony w areszcie w Bali przez indonezyjskie władze. We wrześniu 1992 został skazany i osadzony w więzieniu w Dżakarcie. Spotkał tam innego dysydenta, Xananę Gusmao. W 1992 został „Więźniem Sumienia” Amnesty International oraz został odznaczony nagrodą Reebok Human Rights Award. Więzienie opuścił w grudniu 1998, po obaleniu w Indonezji prezydenta Suharto.
W 1999 zaangażował się w działalność CNRT (Narodowa Rada Ruchu Oporu Timoru Wschodniego, Conselho Nacional Resistencia de Timor-Leste), dążącego do uzyskania niepodległości od Indonezji. Był odpowiedzialny za planowanie oraz działania koordynacyjne i informacyjne. 
W latach 1999–2001 prowadził działalność dydaktyczną na Uniwersytecie Melbourne w Australii. Po powrocie do Timoru Wschodniego, w czerwcu 2001 założył Partię Demokratyczną. W wyborach parlamentarnych w sierpniu 2001 partia uzyskała 8,7% poparcia i 7 miejsc w Parlamencie Narodowym, stając się główną siłą opozycyjną w stosunku do partii FRETILIN. W październiku 2001 objął stanowisko wicepremiera spraw zagranicznych. Urząd zajmował do maja 2002, gdy opuścił całkowicie rząd. We wrześniu 2006 został ponownie wybranym przewodniczącym Partii Demokratycznej.
Fernando de Araujo wziął udział w wyborach prezydenckich 9 kwietnia 2007. Zajął w nich trzecie miejsce z wynikiem 9,18% głosów, za Francisco Guterresem oraz premierem José Ramosem Hortą. 26 kwietnia 2007 ogłosił poparcie w drugiej turze głosowania dla premiera Ramos-Horty. 
W wyniku wyborów parlamentarnych w czerwcu 2007, dostał się do parlamentu. 8 sierpnia 2007 objął stanowisko przewodniczącego izby.
Po próbie zamachu i poważnym zranieniu prezydenta José Ramosa-Horty, Araujo 13 lutego 2008 przejął jego obowiązki, tuż po swoim powrocie z Portugalii. Obowiązki prezydenta pełnił do 17 kwietnia 2008, kiedy Ramos-Horta powrócił do kraju po leczeniu w Australii.
W 2012 wziął udział w wyborów prezydenckich. W pierwszej turze wyborów prezydenckich 17 marca 2012 zajął czwarte miejsce, uzyskując 17,30% głosów poparcia.
Zmarł 2 czerwca 2015 w Dili.